# MartinLogan
MartinLogan è una società americana che produce altoparlanti subwoofer convenzionali, nonché altoparlanti ibridi da pavimento, per il montaggio a muro e, anche, innestati nella parete che utilizzano altoparlanti elettrostatici planari a film sottile magnetico.

## Storia
MartinLogan venne fondata da Gayle Martin Sanders e Ron Logan Sutherland che si conobbero alla fine degli anni '70 in un negozio di audio ad Alta Fedeltà gestito da Sanders a Lawrence in Kansas. Nonostante i diversi settori di provenienza (Sanders si era formato in architettura e pubblicità, Sutherland in ingegneria elettrica) condividevano la passione per la musica e per gli altoparlanti elettrostatici.
L'allora attuale discussione sugli altoparlanti elettrostatici e sulla tecnologia disponibile ha portato Sanders e Sutherland a progettare e costruire il loro primo altoparlante elettrostatico. Perciò Sanders organizzò un team di ricerca e sviluppo per trasformare un progetto con cui si era messo alla prova per più di un decennio in un trasduttore elettrostatico commercializzabile.
Il primo prototipo era pronto nel 1980. La qualità del suono era adeguata, ma a livelli di volume elevati avveniva una scarica a causa del gas ionizzato all'interno dei pannelli elettrostatici.
Il team ha iniziato, così, esperimenti con materiali aerospaziali che hanno portato a prestazioni migliori. I driver sono stati realizzati con particolari rivestimenti conduttivi, isolanti e adesivi e con un diaframma in Mylar ultraleggero tra due statori in acciaio perforato.
Soddisfatto dell'estetica, Sanders ha, però, continuato a lottare per ottenere una dispersione alle alte frequenze soddisfacente senza compromettere la qualità del suono (fisicamente gli ampi trasduttori propongono le alte frequenze in un'area ristretta piuttosto che aprirle su una vasta zona). La soluzione è arrivata in una sessione notturna, quando Sutherland ha disegnato un'onda sonora teorica per illustrare come il suono si disperde. Sanders ha allora immaginato un pannello curvo orizzontalmente, la sorgente curvilinea lineare (o CLS), che caratterizza ancora il design di ogni pannello elettrostatico MartinLogan da allora.
Con solo un modello e alcune fotografie, Sanders e Sutherland hanno esposto il loro concetto di altoparlante al Consumer Electronics Show (CES) di Chicago del 1982. Il design è stato premiato con un CES Design and Engineering Award. Eccitati dalla buona accoglienza del prodotto, si diressero a casa in Kansas per tradurre le loro idee in un modello funzionante e vendibile.
Attraverso una rete di produttori di alta tecnologia, Sanders e Sutherland hanno richiesto l'aiuto di altri ingegneri con esperienza e interesse per il progetto. La società che fabbricava le finestre filtrate delle navette spaziali e gli inventori delle pentole rivestite in Teflon si sono unite al team di progettazione. Il pannello del driver finale venne così brevettato ed utilizzava un processo di deposizione di vapore, un diaframma otticamente trasparente in grado di supportare una carica di 5.000 volt e un rivestimento finissimo che isolava uniformemente ogni statore perforato con una carica fino a 10.000 volt.
Nell'ottobre 2005 MartinLogan è stata acquisita da una consociata di ShoreView Industries. ShoreView è una società finanziaria che effettua investimenti in aziende ed è un investitore passivo che non proviene dal settore degli altoparlanti o dell'audio e non è coinvolto nelle operazioni quotidiane. Inoltre, in seguito al cambiamento di proprietà, la produzione degli altoparlanti elettrostatici MartinLogan è stata trasferita nello stabilimento di Paradigm a Mississauga, in Ontario, Canada. Gli altoparlanti tradizionali di Martin Logan, la linea Motion, sono, invece, prodotti in Cina.
Il 13 maggio 2019, Paradigm Electronics a Mississauga, Ontario, ha rilasciato un comunicato stampa in cui si afferma:
Scott Bagby e John Bagby hanno annunciato l'acquisto di Paradigm Electronics, Anthem Electronics e MartinLogan Loudspeakers, in vigore dal 10 maggio 2019.
Scott Bagby è uno dei fondatori originali di Paradigm Electronics e continuerà ad esserne il Presidente e assumerà il ruolo di CEO. John Bagby, che è sempre stato attivo nelle attività quotidiane di Paradigm, assume il ruolo di Managing Director.

## Prodotti

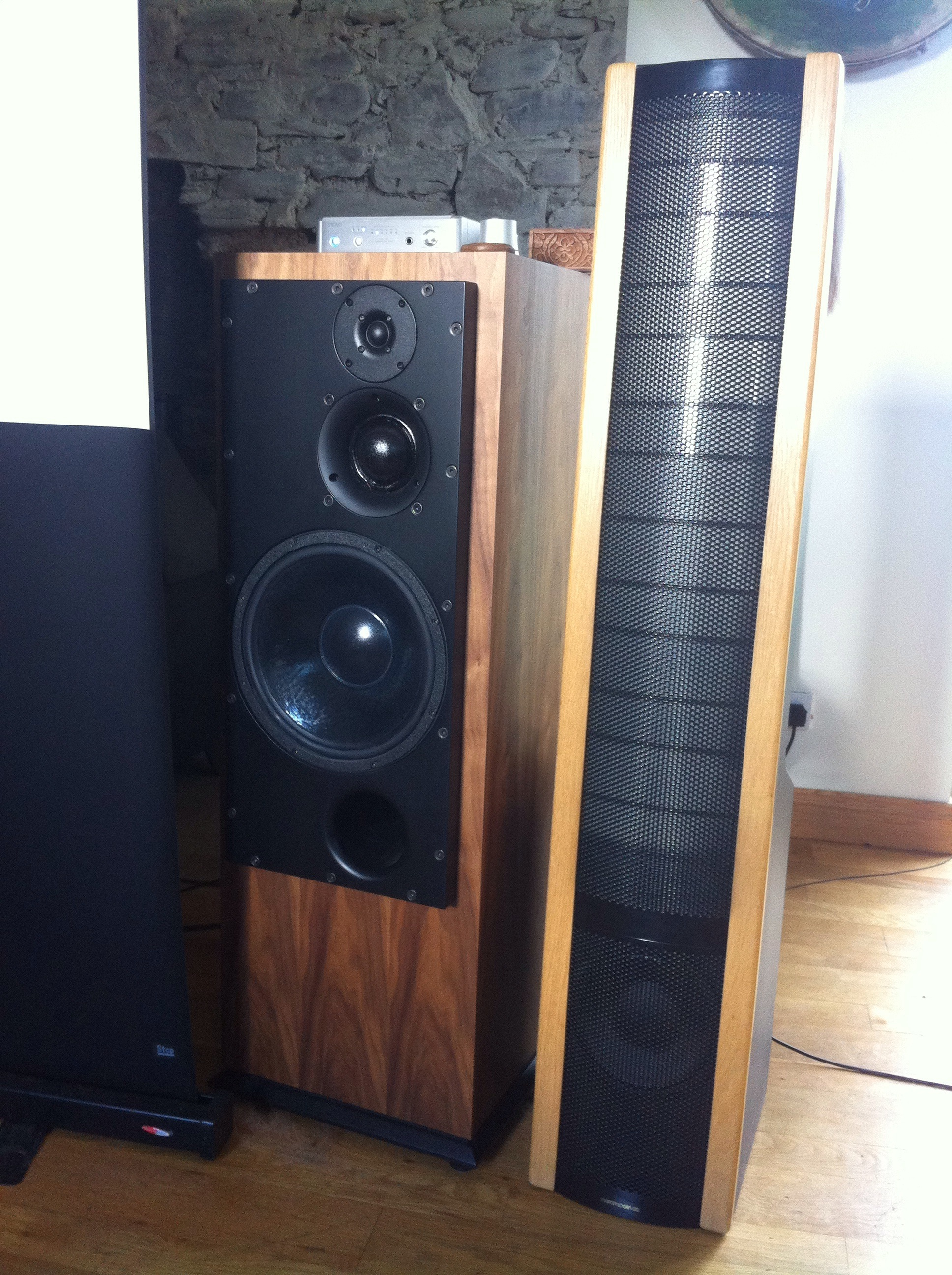
Un altoparlante da pavimento MartinLogan (a destra) con driver elettrostatico curvo di grandi dimensioni.

### Monolith
All'epoca del Consumer Electronics Show (CES) del 1983, l'azienda aveva sviluppato un altoparlante elettrostatico ibrido full-range chiamato Monolith. Una compagnia audio di fascia alta ha usato una coppia di questi prototipi nella sua sala durante la manifestazione per mostrare le sue elettroniche. I commercianti che li ascoltarono rimasero colpiti dal suono dei Monolith e furono desiderosi di venderli. Fu a questo punto che Sanders e Sutherland misero il loro secondo nome nell'impresa e cercarono di soddisfare la domanda che avevano ricevuto. MartinLogan nacque così.
Lavorando con un impiegato a tempo pieno e uno a part time, costruirono e spedirono le prime 10 coppie di Monolith. Le vendite cominciarono a salire nel 1985 e la società raggiunse finalmente una sua base solida. Sutherland lasciò per tornare al suo primo amore, l'elettronica. L'anno successivo MartinLogan si trasferì nella sua posizione attuale. Allo stesso tempo decollò la distribuzione internazionale per il Monolith.
Seguì una crescita costante. Nel 1988 le vendite erano aumentate di dieci volte e l'impresa si era espansa per includere un ampio spazio di produzione. Nel 1989, e ancora nel 1990, la rivista Inc. ha riconosciuto MartinLogan come una delle 500 società private a più rapida crescita negli Stati Uniti.
All'inizio degli anni '90 MartinLogan ha lanciato il primo diffusore a canale centrale elettrostatico per home cinema al mondo e diffusori surround da parete, affermando il marchio nel mercato emergente dell'home theater. Fu durante questo periodo nei primi anni '90 che furono introdotti alcuni dei diffusori elettrostatici più popolari di MartinLogan, tra cui Aerius, SL3, Quest e Cinema.

### La generazione della Statement E2
Nel 1997 un nuovo prodotto di MartinLogan iniziò a prendere la forma di un altoparlante Statement e2 da 900 chili. Il design e lo studio tecnico alla base della Statement e2 alimentarono la seguente generazione di altoparlanti elettrostatici MartinLogan (senza contare la serie di prodotti non elettrostatici di ML). Rilasciato nel 1999, l'altoparlante elettrostatico Prodigy incorporava gran parte dell'esperienza di progettazione ed ingegneria acquisite durante il progetto Statement e2. Prodigy a sua volta ha ispirato una nuova generazione di prodotti elettrostatici tra cui Odyssey, Ascent, Aeon e Theater.

### Subwoofer
Successivamente venne prodotto il primo altoparlante non elettrostatico di MartinLogan. Nel 2001 l'originale subwoofer Descent (dotato di servocomando e tecnologia BalancedForce) ha stabilito MartinLogan come uno dei principali produttori nel crescente mercato dei subwoofer. Altri modelli di subwoofer di MartinLogan includono Descent I, Depth I, Grotto, Abyss e Dynamo.

### Serie Design
Nel 2003 venne lanciata la serie MartinLogan Design volta a produrre una linea di altoparlanti più piccola e più economica. Gli altoparlanti della serie Design includono Clarity, Mosaic, Montage, Fresco, Vignette, nonché i subwoofer Abyss e Dynamo.

### Altoparlanti a parete
Affermata come società con sviluppata "tecnologia" nel settore (non solo come produttore di altoparlanti "elettrostatici"), MartinLogan ha progettato un prototipo per gli altoparlanti ad alte prestazioni - all'interno di un muro - gli altoparlanti da parete Voyage e Passage (rilasciati nel 2004).

### Serie ESL
Nel gennaio 2005 MartinLogan ha rilasciato l'altroparlante elettrostatico Summit. Un grande passo avanti rispetto ai precedenti, perché Summit combinava, e così avviene tuttora, i doppi woofer alimentati indipendentemente con il trasduttore elettrostatico più avanzato di MartinLogan fino ad allora: l'XStat. Le aggiunte successive alla serie ESL includono gli altoparlanti Vista, Vantage e Stage, nonché i subwoofer Descent I e Depth I.